# Siffleur de Sclater
Pachycephala soror
Espèce
Statut de conservation UICN

 LC  : Préoccupation mineure
Le Siffleur de Sclater (Pachycephala soror) est une espèce d'oiseau appartenant à la famille des Pachycephalidae.

## Répartition
Cet oiseau vit en Nouvelle-Guinée.

## Habitat
Son habitat naturel est les forêts humides tropicales et subtropicales en plaine et les montagnes humides tropicales et subtropicales.